# Avguštine
Avguštine – wieś w Słowenii, w gminie Kostanjevica na Krki. W 2018 roku liczyła 40 mieszkańców.